# Rock Is Dead
Rock Is Dead è una canzone dei Marilyn Manson, terzo singolo estratto dall'album Mechanical Animals. È incluso anche nella colonna sonora del film The Matrix e del videogame Midnight Club 3. Può essere visto come una critica ai giovani gruppi rock: "Your sex and your dope is all that we're fed; so fuck all your protests, put them to bed" ("Il vostro sesso e la vostra droga sono tutto ciò di cui siamo stufi, quindi fanculo alle vostre proteste, mettetele a letto").

## La canzone
Il titolo stesso del brano sembra alludere all'interesse di Manson per la filosofia di Nietzsche; in questo caso, almeno per il titolo, al suo concetto del "Dio è morto". È possibile che il personaggio Omega si riferisca alla visione limitativa e fatalista del Cristianesimo da parte di Nietzsche; si può anche pensare che la cultura occidentale sia stata ormai così largamente accettata che l'espressione "il Rock è morto" si possa usare nello stesso modo in cui Nietzsche utilizzava "Dio è morto", pensando fuori dagli schemi, diversamente dalla massa. Comunque sia, il titolo può essere visto anche come una variante dell'idea "il Punk è morto" ("Punk is dead").

## Il video
Il video vede Marilyn Manson in costume da Omega (lo stesso travestimento verrà utilizzato nel Rock is Dead Tour) insieme alla sua band (probabilmente i "Mechanical Animals"), esibirsi sul palcoscenico. È l'unico video in cui appare la corista del brano, sebbene sia presente in numerose altre canzoni, e risulta molto percepibile nella versione live di The Dope Show presente su The Last Tour on Earth.
Sul finire, i membri della band rompono i rispettivi strumenti, e questo vuole essere un'allusione alla distruzione delle statue di gesso di Omega nel video di The Dope Show.
Un'altra versione del video contiene la stessa esibizione a cui sono stati a tratti sovrapposti spezzoni del film The Matrix, per il quale la canzone è stata pubblicata come singolo promozionale.